# Жайворонок західний

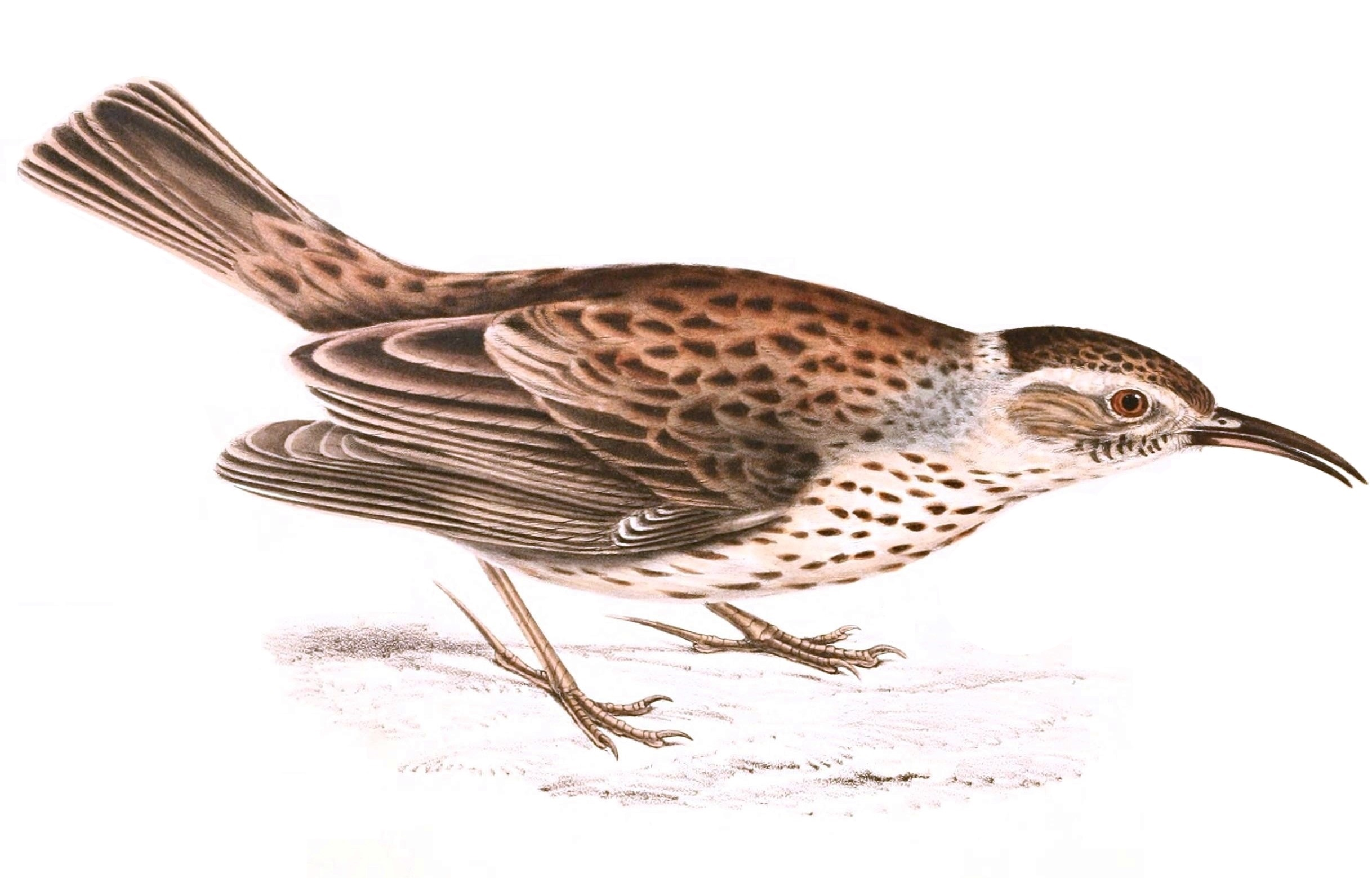
Західний жайворонок (малюнок Ендрю Сміта, 1838 рік)

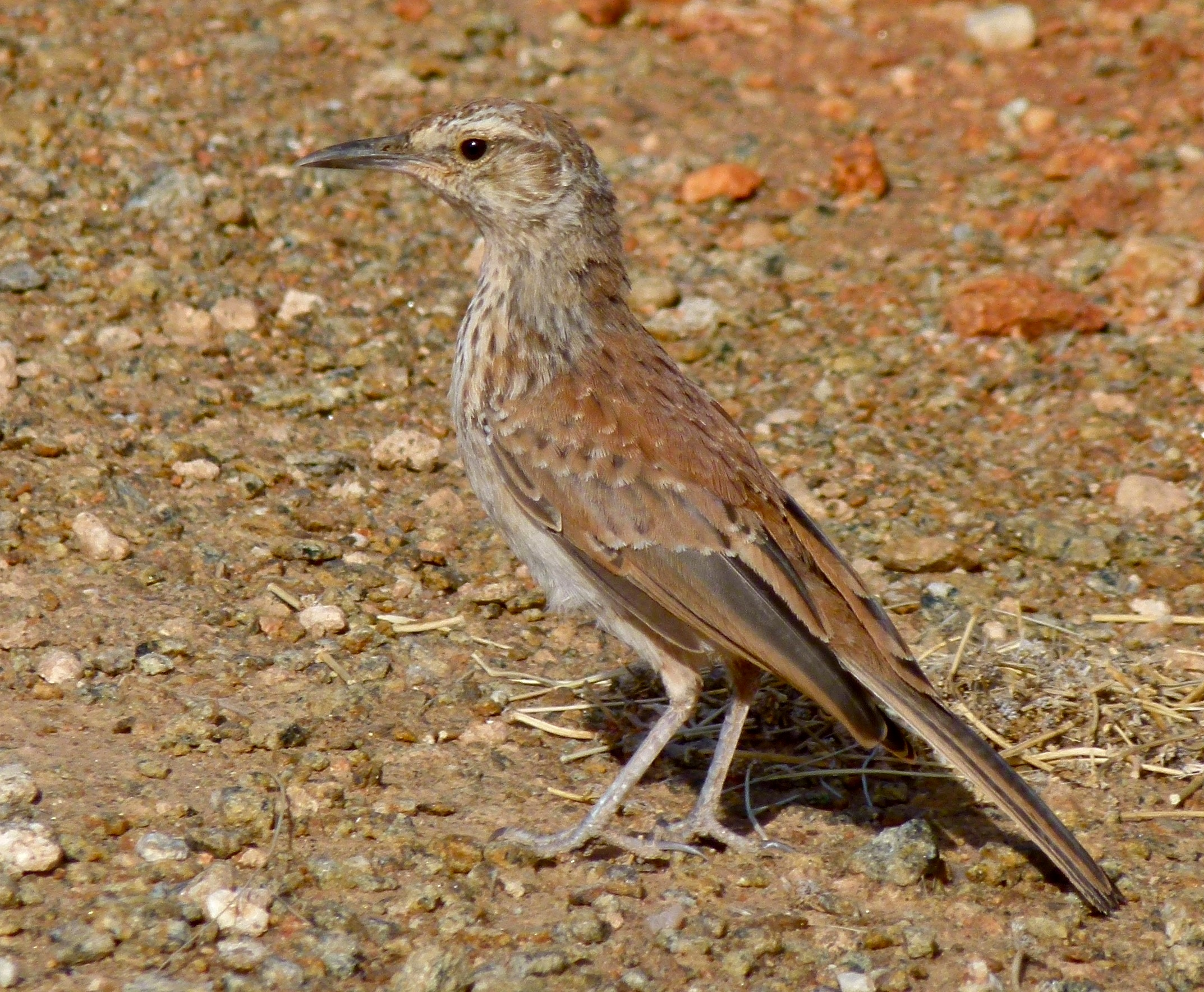
Молодий західний жайворнок (Національний парк Ауграбіс)

Жайворонок західний (Certhilauda subcoronata) — вид горобцеподібних птахів родини жайворонкових (Alaudidae) Мешкає в сухих саванах і чагарниках на заході Намібії і Південно-Африканської Республіки.

### Підвиди
Виділяють чотири підвиди:
- C. s. damarensis (Sharpe, 1904) — центральна Намібія.
- C. s. bradshawi (Sharpe, 1904) — південна Намібія, північний захід Південно-Африканської Республіки.
- C. s. subcoronata Smith, A, 1843 — захід Південно-Африканської Республіки.
- C. s. gilli Roberts, 1936 — південний захід Південно-Африканської Республіки.